# کینتانابیدس
کینتانابیدس (به اسپانیایی: Quintanar de la Sierra) یک شهرستان در اسپانیا است.